# Stanisław Głąbiński (dziennikarz)
Stanisław Głąbiński (ur. 14 października 1924 we Lwowie, zm. 7 marca 2013 w Warszawie) – polski dziennikarz i publicysta. Syn Stanisława Głąbińskiego, polityka, austriackiego ministra kolei i przedwojennego lidera Związku Ludowo-Narodowego. Był korespondentem zagranicznym Polskiej Agencji Prasowej. Został umieszczony na tzw. Liście Kisiela.

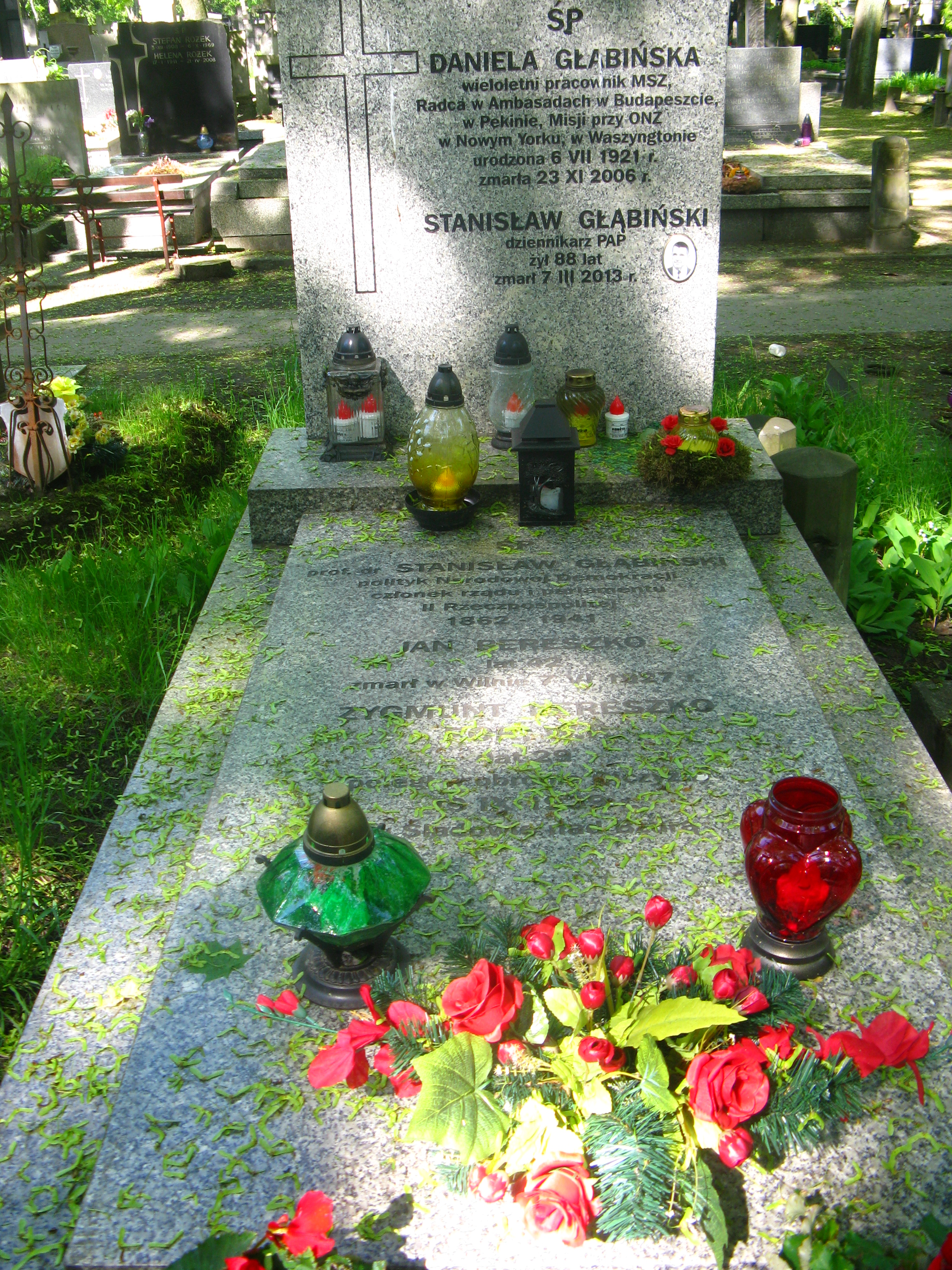
Nagrobek Stanisława i Danieli Głąbińskich na warszawskich Powązkach

## Życiorys
Uczęszczał do VIII Gimnazjum Ogólnokształcącego im. Kazimierza Wielkiego we Lwowie. Po wybuchu II wojny światowej wyjechał ze Lwowa na Węgry. Tam początkowo uczył się w gimnazjum w Zamárdi, a w 1943 zdał maturę w gimnazjum w Balatonboglár. Następnie studiował na Wydziale Historycznym Uniwersytetu Budapeszteńskiego. Próbując dostać się do Polskich Sił Zbrojnych na Zachodzie, został schwytany przez Niemców i osadzony w obozie koncentracyjnym Begunia w dzisiejszej Słowenii. Następnie przetrzymywany w wiedeńskim więzieniu Panorama. Tam był torturowany przez gestapo. Był więźniem obozów w Groß-Rosen, Mittelbau-Dora i Bergen-Belsen.
Ukończył przyspieszone studia historyczne w Kolonii, a następnie powrócił do Polski. Od 1947 roku należał do PPS, a od 1948 – PZPR. Na początku lat 50. rozpoczął pracę w Polskiej Agencji Prasowej. Był korespondentem PAP w Budapeszcie, Pekinie (gdzie obserwował rewolucję kulturalną) i Nowym Jorku (akredytowany przy Organizacji Narodów Zjednoczonych). Oskarżony o przekazywanie tajnych informacji przedstawicielowi Radio Wolna Europa, w 1969 został odesłany do kraju. Po oczyszczeniu z zarzutów, został korespondentem PAP w Waszyngtonie (skąd został wydalony w lutym 1983 roku). W 1983 został członkiem Zarządu Klubu Publicystyki Międzynarodowej Stowarzyszenia Dziennikarzy PRL. W 1984 Stefan Kisielewski umieścił go na tak zwanej „liście Kisiela”, zawierającą dziennikarzy którzy jego zdaniem służą sowieckiej racji stanu. Od 1991 na dziennikarskiej emeryturze, zajął się pracą jako nauczyciel akademicki, pisarz i tłumacz.
Autor książek w konwencji reportażu (Notatki z Chin 1969; Ameryka patrzy na Chiny 1973; Wieża Babel nad East River 1974; Mao i inni 1974; Śmierć po amerykańsku 1975; Rok Płonącego Konia 1976; Azja patrzy na Chiny 1977; Reagan i inni 1984; 1600 Pennsylvania Avenue 1989), wspomnień (Wspomnienia polityczne Warszawa 1983, uzupełnienie Londyn 1986; PAP w herbie 1986; Psy, ludzie, zwierzęta 1986).
W latach 1989–2004 bardziej tłumacz z języka angielskiego (29 pozycji, m.in. Parszywa dwunastka, Stalingrad, powieści Jacka Higginsa, Dyplomacja Henry’ego Kissingera) niż samodzielny autor (tylko 3 własne książki – Ci wspaniali z rodu Kennedych 1991, Senator 1991, W cieniu ojca 2001).
Odżył twórczo po 2005 (PRL bez maski 2005, Wiek XXI – jaki będzie i co nam przyniesie 2006, W cieniu przywódców 2006, Wspomnienia polityczne 2007), zaniedbując tłumaczenia (tylko Trocki : niewolnik idei, ideolog zbrodni 2008).
Odznaczony Krzyżem Kawalerskim i Oficerskim Orderu Odrodzenia Polski, Złotym i Srebrnym Krzyżem Zasługi oraz Złotym Globem OKP.
Został pochowany na cmentarzu Powązkowskim w Warszawie (kwatera 88-5-3).
Jego żoną była Daniela Głąbińska (1921–2006), pełniąca funkcje dyplomatyczne.